# Aeroportul Woitape
Aeroportul Woitape (IATA: WTP, ICAO: AYWT) este un aeroport din Papua Noua Guinee.
aeroportul dispune de o singură pistă.